# Sint-Annakapel (Laken)
De Sint-Annakapel is een kapel aan de zuidelijke rand van het Brusselse Park van Laken die wordt gebruikt door de Russisch-Orthodoxe Kerk.

## Historiek
In de 14de eeuw werd de kapel gebouwd naast de wonderbaarlijke Sint-Annabron.
In de 17de eeuw kwam landvoogdes Isabella van Spanje er wekelijks per koets op bedevaart vanuit het Paleis op de Koudenberg. Ze wilde namelijk zwanger worden omdat ze mits een (uitgebleven) opvolger de Zuidelijke Nederlanden zou krijgen van haar vader Filips II van Spanje (haar drie kinderen met Albrecht van Oostenrijk waren vroeg gestorven). Om de pelgrimsweg minder hobbelig te maken liet ze in 1615 de Groendreef aanleggen tussen Brussel en Laken en de Hertoghsdreve (nu Sint-Annadreef) vanaf het historisch centrum rond de Onze-Lieve-Vrouwekerk tot de kapel. In 1625 liet ze een monumentale fontein bouwen rond de bron nadat ze van koorts was genezen na inname van het heilzame bronwater. Daarnaast liet ze een nieuwe witgepleisterde kapel bouwen met leisteen dak met kleine dakruiter en luidklok.

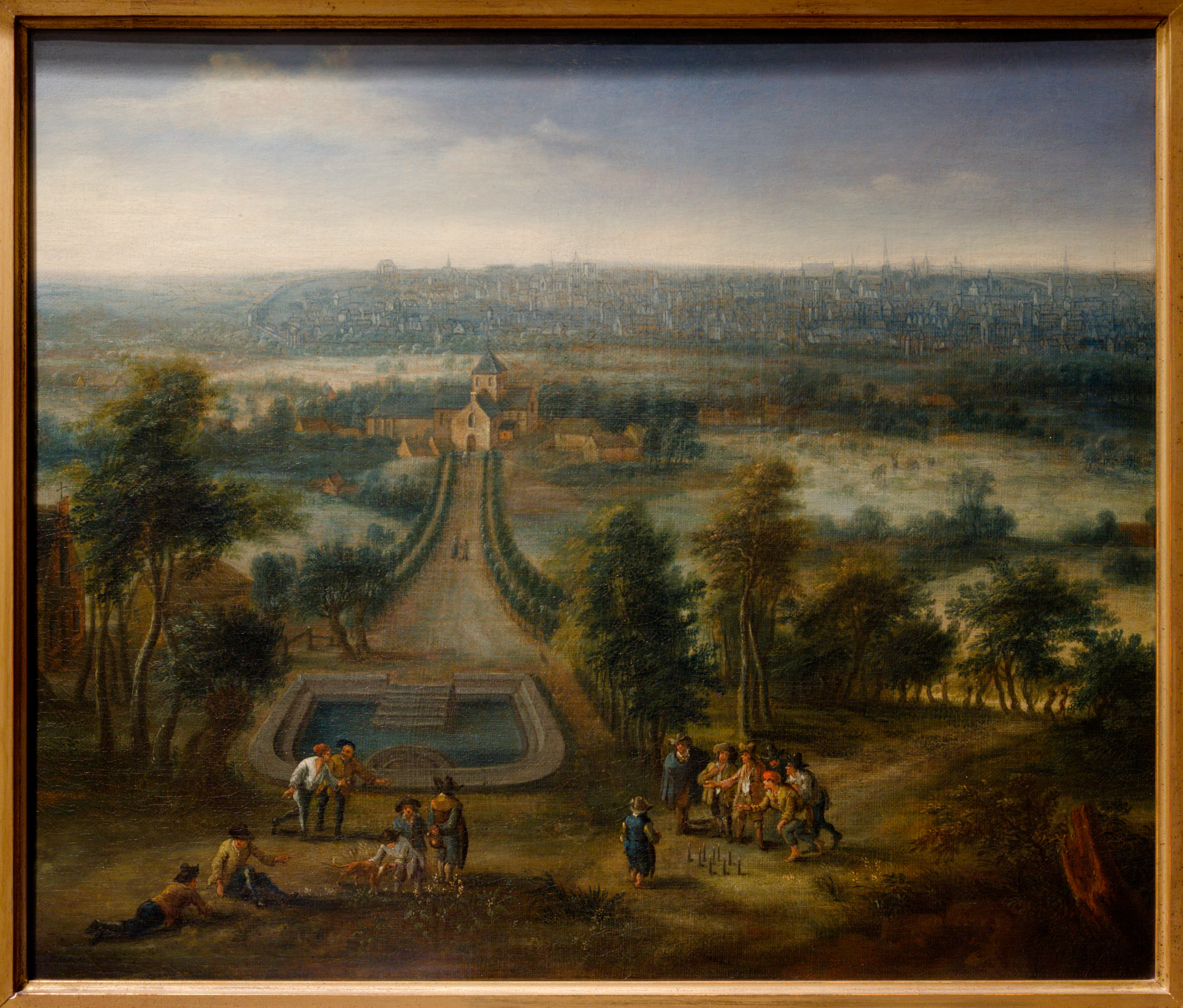
Sint-Annadreef in de 18de eeuw (Andreas Martin)

Tot de aanleg van de Koninklijk Parklaan in 1876 liep de Sint-Annadreef door naast de kapel tot de hoger gelegen weg naar Meise.
In de 20ste eeuw werd de kapel gevandaliseerd en gesloten voor het publiek. Gezien er geen katholieke diensten meer plaatsvonden werd de kapel in 1973 toegewijd aan de Russisch-Orthodoxe kerk. De kapel werd gerestaureerd en op 10 februari 1974 liturgisch ingewijd door Basile Krivosheïn, de toenmalige orthodoxe aartsbisschop van Brussel en België. De liturgische taal is kerkslavisch en Frans.